# 生活費
生活費（せいかつひ）とは、人が生存していく上で最低限必要な経費。または、個人がその生活水準を維持するのにかかる費用。生計費ともいう。

## 概要
生活費の内訳は、その生活水準によって、あるいは国や地域によりさまざまであり、また個人の生活スタイルによっても大きく異なる。
主に固定費と流動費に分けられる。発展途上国では、固定費の占める割合が高く、先進国ほど低い傾向がある。
労働の対価より、生活費が上回る生活苦の状態を生活費危機という。
必要最低限の最低生活費を算出する方法として、マーケットバスケット方式というのがある。

### 固定費
生存に最低限必要なものが多く、毎月定期的に発生する費用で、年間を通じ大きな変動は少ない。食費をはじめ家賃や水道・光熱費、衣料品費、医療費、交通費などが上げられる。

### 流動費
住宅、自動車購入、手術など予期せぬ病気などにより一時的に発生する費用。積雪対策費など季節や時期、個人の一時的な享楽、娯楽などにより発生する費用。必要最低限なもの以外の洋服、アクセサリー類、その他の衣料品費をはじめ、おもちゃ、ゲーム、スポーツ、アクティビティなどの娯楽、旅行、交遊、知的好奇心から発する本の購入その他などにかかる費用も含まれる。

## その他
家族の生活費を稼ぐ目的で、仕事が少なく貧困な地域から他の地域に一時的に移住することを出稼ぎという。日本では、古くから地方の農村を中心に行われ、一家の大黒柱である男性が冬季の農閑期を中心に農村から都会へ多く働きに出ることが多かった。近年では、海外から研修生名目で貧困国、発展途上国からその他の地域へ仕事を求め出稼ぎをするものが増大し、出稼ぎの国際化が顕著である。
生活費を稼ぐために、売春する女性も多く、特に発展途上国ではその数が多いことから社会問題になっている。これは発展途上国だけの問題ではなく、フランス在住のジャーナリストである鎌田聡江によると、フランスでは近年、女子学生が生活費を稼ぐために売春するケースが増えていることが指摘されている。かつては最低限の生活を維持するために行われていた売春が、近年では心理的な抵抗が少なくなり、贅沢をするために行われることが世界的に広がっている傾向がある。